# Наддержавність
Наддержа́вність, наднаціона́льність — правова якість міжнародної організації, що дозволяє їй, відповідно до затвердженої державами-членами процедури, ухвалювати рішення обов'язкового характеру, в тому числі без прямої згоди на те зацікавленої держави.
Наддержавність виникає на етапі реалізації цілей і завдань міжнародної організації, встановлених в установчому договорі або інших міжнародних договорах організації.
Суверенні держави-члени закріплюють у своєму законодавстві положення про можливість покладання державних прав на міжнародну організацію.
Наднаціона́льний сою́з (англ. supranational union) — це тип багатонаціонального політичного союзу, де делегуються узгоджені повноваження урядів держав-членів. Концепція наднаціонального об'єднання, іноді використовується для опису Європейського Союзу (ЄС), як нового типу політичної організації. Європейський союз — це єдина організація, яка забезпечує міжнародні вибори, що виходять за рамки рівня політичної інтеграції, що зазвичай надаються міжнародною угодою. Термін «наднаціональний» іноді використовується у вільному, невизначеному сенсі в інших контекстах, іноді як замінник терміна міжнародний, транснаціональний або глобальний. Інший спосіб прийняття рішень в міжнародних організаціях — міжурядовий (англ. intergovernmentalism), в якому державні органи влади відіграють більш помітну роль.

## Походження як юридичного поняття
Рада Європи створила систему, засновану на правах людини та верховенстві права, що закріплена в його установчому статуті та конвенції з прав людини та основних свобод (англ. Convention of Human Rights and Fundamental Freedoms). Робер Шуман, французький міністр закордонних справ, ініціював дискусію про наднаціональну демократію (англ. supranational democracy) у своїх виступах в Організації Об'єднаних Націй при підписанні Статуту Ради (англ. Council's Statutes) і в ряді інших виступів по всій Європі і Північній Америці.
Термін «наднаціональний» (англ. supranational) вперше згадується в міжнародному Паризькому Договорі, 18 квітня 1951 року. Новим юридичним терміном визначено метод Співтовариства щодо створення Європейського об'єднання вугілля і сталі і початок демократичної реорганізації Європи. Визначається взаємозв'язок між Вищим органом влади (англ. High Authority) або Європейською Комісією (англ. European Commission) та іншими чотирма установами. Він позначає нову демократичну і правову концепцію.
Батьки-засновники Європейського співтовариства і теперішнього Європейського Союзу заявили, що наднаціоналізм (англ. supranationalism) є наріжним каменем урядової системи. Це закріплено в Декларації Європи (англ. Europe Declaration), підписаній 18 квітня 1951, в той же день, як європейські батьки — засновники підписали Паризький Договір.
|  | «Підписанням цього договору сторони підтверджують свою рішучість створити перший наднаціональний інститут, таким чином вони закладають міцний фундамент організованої Європи. Ця Європа залишається відкритою для всіх націй. Ми дуже сподіваємося, що й інші нації приєднаються до нас в наших спільних зусиллях.» |

Цю декларацію принципів, що містить судження про необхідність майбутнього розвитку, було підписано Конрадом Аденауером (ФРН), Полем ван Зеландом і Йосипом Мерісом (Бельгія), Робером Шуманом (Франція), графом Сфорца (Італія), Джозефом Бехом (Люксембург), і Дірком Стіккером та Яном Ван ден Брінком (Нідерланди). Це було зроблено, щоб нагадати майбутнім поколінням про їх історичний обов'язок об'єднання Європи на основі свободи і демократії в умовах верховенства права. Таким чином, вони розглядають створення широкої і глибокої Європи, як тісно пов'язаної для здорового розвитку наднаціонального співтовариства або системи.
Ця Європа була відкрита для всіх народів, які були вільні вирішувати, що виступало як рекомендація, або, скоріше, запрошення і заохочення свободи в країнах залізної завіси. Термін наднаціональний не використовувався в наступних договорах, таких як: Римський Договір, Маастрихтський договір, Договір Ніцци (англ. Treaty of Nice) або Конституційний Договір (англ. Constitutional Treaty), або дуже схожий Лісабонський Договір.

## Відмінні риси Наднаціонального Союзу
Наднаціональний Союз-це наднаціональне державне утворення, що є чимось проміжним між конфедерацією, тобто об'єднанням держав, і федерацією, яка є державою. Європейське економічне співтовариство було описано його засновником Робером Шуманом, як щось середнє між конфедералізмом, який визнає повну незалежність держав в асоціації, та федералізмом, який прагне злити їх в супер-державу. ЄС має наднаціональні компетенції, але володіє цими компетенціями лише остільки, оскільки вони були покладені на нього його державами-членами (Kompetenz -Kompetenz- доктрина). У рамках цих компетенцій, союз здійснює свої повноваження в суверенному порядку, маючи власні законодавчі, виконавчі і судові органи. Наднаціональне співтовариство також має палату для організованого громадянського суспільства, у тому числі економічних і соціальних асоціацій та регіональних органів.
На відміну від держав у рамках федеральної супер-держави, держави-члени зберігають кінцевий суверенітет, хоча частка суверенітету передана або відступлена наднаціональному органу. Наднаціональні угоди стимулюють стабільність і довіру, тому що уряди не можуть розірвати міжнародні домовленості лише через примхи. Наднаціональні повноваження можуть бути обмежені у часі. Так було у випадку з Європейським об'єднанням вугілля і сталі, яке було створено на строк 50 років з можливістю продовження. Наднаціональні домовленості можуть бути постійними, як наприклад, угоди, що забороняють війну між партнерами. Повний суверенітет може бути відновлений шляхом виходу з наднаціональних механізмів, але держава-член в такому разі буде також втрачати великі переваги у вигляді взаємодопомоги, економії від масштабу, спільних тарифів та інших спільно визначених стандартів, таких як: підвищена міжнародна довіра та демократія, і спільна зовнішня позиція.
Наднаціональний союз, бо це угода між суверенними державами, діє на основі міжнародних договорів. Європейські договори в цілому відрізняються від класичних договорів, оскільки вони є конституціоналізованими (англ. constitutionalizing) договорами, тобто, вони забезпечують основу для демократії та верховенства права на загальноєвропейському рівні. Вони за своєю природою подібні до Конституції, наприклад Британської Конституції, тобто не є обов'язково єдиним документом. Вони засновані на договорах між урядами держав-членів, але як правило, в більшій мірі є предметом демократичного контролю, ніж інші договори, тому що є більш далекосяжними, зачіпають багато областей життя і засобів існування громадян. Саме тому громадяни часто вимагають референдумів у цьому питанні.
Прийняття рішень є частково міжурядовими і частково наднаціональними в межах території співтовариства. Останні забезпечують вищий ступінь інституційного контролю і через парламент, і через консультативні комітети. Міжурядовість (англ. Intergovernmentalism) передбачає менш демократичний контроль, особливо там, де такі установи, як Рада Міністрів чи Рада Європи, проводять засідання за закритими дверима, а не в палаті парламенту.
Наднаціональний орган може мати деяку незалежність від держави-члена уряду у конкретних галузях, хоча нетакий обсяг незалежності, як федеральний уряд. Наднаціональні інститути такі, як федеральні уряди, передбачають можливість розгляду програм у разі, якщо делегуючі держави цього не передбачають. Якби то не було, компетенція демократичних наднаціональних співтовариств визначаються угодою та законом. Їх діяльність знаходиться під контролем суду, демократичних інститутів та верховенства права.
Союз має вищу юридичну силу над його державами-членами — у тій мірі, в якій держава-член передала компетенцію союзу. Громадяни держав-членів, хоча і зберігають своє громадянство і громадянство країни-члена ЄС, крім того, стають громадянами Союзу.
Європейський Союз, як єдиний чистий приклад наднаціонального союзу, має парламент із законодавчими повноваженнями, що обирається його громадянами. У цьому сенсі, наднаціональний союз як Європейський Союз має характеристики, які схожі на характеристики федеративної держави, наприклад, такої, як Сполучені Штати Америки. Однак, відмінності в масштабі стають очевидними при порівнянні федерального бюджету Сполучених Штатів з бюджетом Європейського Союзу (який складає всього близько одного відсотка сукупного ВВП) або розмірів федерального уряду Сполучених Штатів з урядовими органами Європейського Союзу.
Так як рішення у деяких структурах ЄС приймаються більшістю голосів, держава-член ЄС може бути зобов'язана іншими членами ЄС виконувати відповідне рішення. Держави зберігають правомочність створювати додаткову наднаціональну компетенцію.

## Наднаціональність в Європейському Союзі
Історично поняття було введено і конкретно реалізовано Робером Шуманом, коли французький уряд погодився з принципами зазначеними в Декларації Шумана і прийняв план Шумана, що прив'язані до конкретних секторів, що представляють життєво важливий інтерес миру і війни. Так з'явилась Європейська система спільнот, починаючи з Європейського об'єднання вугілля і сталі. Шість держав-засновниць(Франція, Італія, Німеччина, Нідерланди, Бельгія, Люксембург) погодилися на таку мету: оформлення «війни не тільки не мислимою, а й матеріально неможливою». Вони домовилися, що це означає: покласти життєво важливі інтереси, а саме виробництво вугілля і сталі, під контроль загального вищого органу, при дотриманні загальних демократичних і правових положень. Вони домовилися про Європейську законність та новий демократичний порядок.
У п'яти органах (крім Верховного органу) були Консультативний Комітет (англ. Consultative Committee) (Палати представників громадянського суспільства інтересів підприємств, працівників і споживачів), парламент і Рада державних міністрів (англ. Council of government ministers). Суд юстиції (англ. Court of Justice) буде вирішувати суперечки, що надходять від урядів, державних чи приватних підприємств, груп споживачів, будь-яких інших групових інтересів або навіть людини. Скарга може бути подана до місцевого суду або до національного суду, де це доречно. Держави-члени повинні ще виконати і розвинути статті у Парижській та Римській угодах (англ. the Paris and Rome treaties) для повної демократії в Європейському парламенті та інших установах, таких, як Економічний і соціальний комітет і Комітет регіонів (англ. Economic and Social Committee and the Committee of Regions).
Шуман описав наднаціональні союзи (англ. supranational unions) як новий етап у розвитку людини. Це контрастує з деструктивним націоналізмом дев'ятнадцятого і двадцятого століть, який почався в славному патріотизмі і закінчився у війнах. Він простежив початок концепції наднаціональності (concept of supranationality) ще в дев'ятнадцятому столітті, коли Поштовий Союз (the Postal Union) ввів термін «наднаціональний» («supranational») і використовувався під час Першої Світової Війни. Демократія, яку він визначав як «на службі у народу і діючи у згоді з нею», була фундаментальною частиною наднаціонального співтовариства. Однак тільки в 1979 році в уряді почали проводитися прямі вибори до Європейського парламенту, і тоді це було не згідно з договорами. Єдиний виборчий Статут (electoral statute) був указаний у договорі на першому засіданні Європейського об'єднання вугілля і сталі в 1951 році. Громадянське суспільство (переважно неполітичне) повинно мати свій Статут, обраний палатою в консультативних комітетах (the Consultative Committees), характерний для кожного співтовариства як демократично узгоджений, але цей процес був заморожений (як і парламентські вибори в Європі) виконавцем Шарлем де Голлем (Charles de Gaulle) і іншими політиками, які виступали проти общинного методу (the Community method).
Сьогодні наддержавність існує тільки в двох європейських співтовариствах всередині ЄС: економічне співтовариство (the Economic Community) (часто називають Європейське співтовариство, хоча воно за законом не охоплює всі державні заходи) і Євратом(Euratom) (Європейське співтовариство з атомної енергії, нерозповсюджене співтовариство, в якому певні можливості були заморожені або заблоковані.) Наднаціональні Співтовариства (Supranational Communities) надають потужні, але в цілому не експлуатовані і новаторські засоби для демократичної зовнішньої політики, шляхом мобілізації громадянського суспільства в демократично узгоджені цілі Співтовариства.
Перше Співтовариство вугілля і сталі (The first Community of Coal and Steel) було узгоджено тільки протягом п'ятдесяти років. Опозиція, в основному підприємства, яка повинна була сплатити невеликий європейський податок(Europeantax) менше, ніж один відсоток і державні Ради міністрів(governmen tministers in the Council), призвели до її неоновлюваного демократичного мандату. Його судова практика і спадщина залишається частиною системи Європейського Співтовариства (the European Community system.).
Де Голль(De Gaulle) намагався перетворити Європейську комісію (the European Commission) в політичний секретаріат під його контролем шляхом запровадження плану Фуше (the Fouchet Plan), але цей крок був зірваний такими демократами у країнах Бенілюксу(the Benel(pan-European elections) в рамках єдиного статуту, як зазначено у всіх договорах, в уряді відбувається і продовжується проведення окремих національних виборів до Європейського парламенту (the European Parliament). Вони часто надають перевагу великим партіям і дискримінують дрібні регіональні партії. Замість надання громадському суспільству організованого вибору консультативним комітетам, уряди створили систему з трьох елементів відповідно до Договору Амстердама (the Amsterdam Treaty) і Маастрихтського договору(the Maastricht Treaty), змішуючи міжурядові та наднаціональні системи. Два органи, що регулюють зовнішню політику і правосуддя та внутрішні справи не підлягають тим же демократичним управлінням як інші у системі Співтовариства(the Community system).
У Лісабонському договорі (the Lisbon Treaty) і раніше майже ідентичному Конституційному договорі (the Constitutional Treaty), демократична незалежность п'ятиключових інститутів ще більше розмивається. Це призводить до переміщення проєкту відповної демократичної наддержавності в напрямку не просто міжурядового(intergovernmentalism), але й політизованої установи, і контроль з боку двох або трьох основних партійно-політичних організацій. Комісія (The Commission) визначає ключові юридичні аспекти наднаціональної системи (the supranational system), тому що її члени повинні бути незалежними від комерційних, трудових, споживчих, політичних або парламентських інтересів (стаття 9 Паризького договору). Комісія повинна складатися з невеликого числа досвідчених особистостей, чия неупередженість не викликає сумнівів. Таким чином, ранні президенти Комісії (the Commission) та Вищого органу (the High Authority)були сильними захисниками європейської демократії проти національної, самодержавної практики або правила сильного над слабким.
Ідеєю Конституційного та Лісабонського договорів (the Constitutional and Lisbon Treaties) є запуск Європейської комісії (the European Commission) як політичного відділення. Уряди воліють мати національний член в Комісії (the Commission), хоча це суперечить принципу наднаціональної демократії (the principle of supranational democracy). (Первісна концепція полягала в тому, що комісія повинна діяти як єдиний неупереджений коледж незалежних, досвідчених діячів, що володіють громадською довірою. Одна з громад була визначена в договорі комісії з меншим числом членів, ніж число країн-членів.) Таким чином, члени комісії (the Commission) стають переважно партійно-політичними, і входять іноді до числа відхилених, опальних або небажаних національних політиків.
Першим головою Верховного органу (the High Authority)був Жан Монне (Jean Monnet), який ніколи не вступав у політичні партії, як і у випадку з більшістю інших членів комісій. Вони надходили з різних вільних професій, зробивши визнані Європейські внески.
Уряди також хочуть зберегти в таємниці їх обговорення в Раді Міністрів або в Раді Європейського Союзу, на яких обговорюються питання, що мають найбільший життєво важливий інтерес для європейських громадян. Хоча деякі інституції, такі як Європейський парламент(the European Parliament), мають свої дебати, відкриті для публіки, та інші, такі як Рада міністрів і численні комітети. Шуман написав у своїй книзі, «Pourl'Europe» («Для Європи»), що в демократичному наднаціональному співтоваристві Ради, комітети та інших, органи повинні бути поставлені під контроль громадської думки, який був ефективним не паралізуючи ні їхню діяльність, ні корисні ініціативи.

## Класифікація європейської наднаціональності
Джозеф Вейлер (Joseph H. H. Weiler), у своїй фундаментальній праці «Двоїстий характер наддержавності» («The Dual Character of Supranationalism») стверджує, що існує два основних аспекти в європейській наддержавності(European supranationalism), хоча вони, здаються, реальністю багатьох наднаціональних систем(supranational systems). До них належать:
- Нормативна наддержавність (Normative supranationalism): відносини та ієрархія, що існують між політикою Співтовариства і правових заходів, з одного боку, і конкуруючих стратегій та правових заходів держав-членів, з іншого. (Виконавчий вимір) (The Executive Dimension)
- Вирішальна наддержавність (Decisional supranationalism): інституційні рамки та прийняття рішень, за допомогою яких такі заходи будуть здійснені, обговорені, сформульовані, оприлюднені і, нарешті, виконані. (Законодавчо-Судовий вимір) (The Legislative-Judicial Dimension)

У багатьох відносинах поділ влади обмежує лише дві гілки.

## Порівняння Європейського Союзу та Сполучених Штатів
У Лісабонському договорі, розподіл компетенцій в різних областях політики між державами-членами та Європейським союзом перерозподіляється в трьох категоріях. У США 19-го століття, він володів лише винятковою компетенцією. Компетенції, не прописані явно, належать до більш низьких рівнів управління.
 Виключна компетенція ЄС: 
Союз має виняткову компетенцію приймати директиви і укладати міжнародні угоди, передбачені в законодавчому акті Союзу.
- Митний Союз
- встановлення правил конкуренції, необхідних для функціонування внутрішнього ринку
- грошово-кредитна політика для держав-членів, валютою яких є євро
- збереження морських біологічних ресурсів у рамках спільної політики у сфері рибальства
- спільна комерційна(роздрібна торгівля) політика

 Загальна компетенція ЄС: 
Держави-члени не можуть здійснювати свої повноваження в тих областях, де Союз зробив так.
- Внутрішній ринок
- соціальна політика, в аспектах, визначених у цьому Договорі
- економічна, соціальна та територіальна єдність
- сільське господарство і рибальство, за винятком збереження морських біологічних ресурсів
- навколишнє середовище
- захист прав споживачів
- транспорт
- транс-європейські мережі
- енергетика
- сфери свободи, безпеки та правосуддя
- загальні проблеми безпеки у вирішенні питань охорони здоров'я, в аспектах, визначених у цьому Договорі
- спільна зовнішня політика та політика безпеки

 Підтримка компетенції ЄС(EU supporting competence): 
Союз може здійснювати дії для підтримки, координації або доповнення дії держав-членів.
- охорона і поліпшення здоров'я людини
- промисловість
- культура
- туризм
- освіта, молодь, спорт та професійне навчання
- цивільний захист (запобігання стихійних лих)
- адміністративне співробітництво

 Виключна компетенція США: 
Федеральний уряд США в 19 столітті.
- Внутрішні поліпшення
- Субсидії (в основному для доставки)
- Тарифи
- Розпорядження державними землями
- Закон Про імміграцію
- Зовнішня політика
- Авторські права
- Патенти
- Обмін

## Дефіцит демократії в ЄС та інших наднаціональних союзах
У наднаціональному союзі існує проблема, як примирити принцип рівності між національними державами, який застосовується до міжнародних міжурядових організацій, а також принцип рівності громадян, який застосовується в національних державах, ця проблема вирішена шляхом прийняття галузевого підходу. Це дозволяє новаторське, демократичне розширення кількості учасників, які будуть включені. Вони присутні не тільки в класичному парламенті, який має кілька різних функцій, але також і в консультативних комітетах, таких, як Європейський економічний і соціальний комітет і Комітет регіонів, договори яких дають повноваження, еквівалентні парламентам у своїх областях, але які в даний час продовжують розвивати свій потенціал. У Європейському Союзі Лісабонський договір змішує два принципи (класичного парламентського правління з політично обраним урядом) і наднаціональної спільноти з абсолютно незалежної Європейської комісії(аn independent European Commission). Уряди також намагаються трактувати Лісабонський договір як простий класичний договір, або внести поправки до одного, який не вимагає підтримки громадян або демократичного схвалення. Запропонований Лісабонський Договір і більш ранній Конституційний законопроєкт все ще зберігають елементи наднаціонального союзу в ЄС, на відміну від федеральної держави як США. Але це за рахунок демократичних можливостей наднаціонального союзу, як і було задумано в первісній Співдружності (the first Community.).

## Інші міжнародні організації з деяким ступенем інтеграції
Єдиний союз з визнаних, який в цілому домігся статусу наднаціонального союзу(a supranational union) — це Європейський союз(the European Union).
Існує ряд інших регіональних організацій, а не наднаціональних союзів, які прийняли або мають намір прийняти на озброєння політику, що може призвести до подібного роду інтеграції в деяких відносинах.
Співдру́жність Незале́жних Держа́в (СНД)
- Африканський Союз(АС) (African Union (AU))
- Асоціація держав Південно-Східної Азії (АДПСА) (Association of Southeast Asian Nations (ASEAN))
- Карибське співтовариство (КАРІКОМ) (Caribbean Community (CARICOM))
- Система центральноамериканської інтеграції(СЦАІ) (Central American Integration System (SICA))
- Рада співробітництва арабських держав Перської затоки(РСАДПЗ) (Cooperation Councilforthe Arab States of the Gulf (CCASG))
- Євразійський економічний Союз(ЄАЕС) (Eurasian Economic Union (EEU))
- Міжпарламентський Союз (МПС) (Inter-ParliamentaryUnion (IPU))
- Південно-азійська Асоціація регіонального співробітництва (СААРК) (South Asian Association for Regional Cooperation (SAARC))
- Союз південноамериканських Націй (СПАН) (Union of South American Nations (USAN))
- Союзні Держави (Union State)
- Тюркська Рада(ТюркРад) (Turkic Council (TurkKon))
- Організація економічного співробітництва(ОЕС) (Economic Cooperation Organization(ECO))
- Організація Іберо-американських держав (ОІАД) (Organization of Ibero-American States (OEI))

Інші організації, які також обговорили інтеграцію:
- Ліга арабських держав «Арабський Союз»(Arab Leagueinto an «ArabUnion»)
- Форум тихоокеанських островів «Тихоокеанський Союз» (Pacific Islands Forumin to the «Pacific Union»)
- Митний союз Білорусі, Казахстану і Росії «Євразійський союз» (Customs Union of Belarus, Kazakhstan and Russiain to the «Eurasian Union»)